# Molen F
Molen F is een in 1890 gebouwde poldermolen, die een voorganger op dezelfde plaats aan de Grote Sloot verving, die door blikseminslag verloren was gegaan. Molen F bemaalde afdeling F van de Zijpe- en Hazepolder. De molen is een rietgedekte achtkantige molen van het type grondzeiler met een oud-Hollands wiekenkruis. De molen is, zoals meer Noord-Hollandse poldermolens, een binnenkruier. Molen F is in 1967 in bezit gekomen van de Stichting de Zijper Molens , die de molen een jaar later restaureerde. In 1970 draaide de molen als eerste in Nederland op vrijwillige basis. Sinds 1987 is Molen F weer maalvaardig.
Zijpe Molen D ·
Molen F ·
Molen L-Q ·
Molen N-G ·
Molen N-M ·
Molen O-N ·
Molen O-T ·
Molen P ·
Molen P-V ·
Molen Zuider-G

Stichting Zijpermolens